# Cantó de L'Esparra
El cantó de L'Esparra és un cantó francès del departament de la Gironda, situat al districte de L'Esparra. Té 15 municipis i el cap és L'Esparra.

## Municipis
- Vegadan
- Blanhan
- Sibrac dau Medòc
- Coquèca
- Galhan de Medòc
- L'Esparra
- Naujac
- Ordonac
- Prinhac de Medòc
- Cairac
- Sent Cristòli
- Sent German d'Estulh
- Sent Dicenç
- Valeirac
- Vendais e Montalivet

## Història
| Data d'elecció                           | Identitat         | Partit | Qualitat |
| ---------------------------------------- | ----------------- | ------ | -------- |
| 1945-1964                                | Emile Liquard     | UNR    |          |
| 1964-1982                                | Norbert Andron    | UDF    |          |
| 1982-2001                                | Bernard Prévot    | PS     |          |
| 2001-                                    | Francis Magenties | CPNT   |          |
| les dades anteriors no són pas conegudes |                   |        |          |
|                                          |                   |        |          |

## Demografia
| 1962   | 1968   | 1975   | 1982   | 1990   | 1999   | 2006   |
| ------ | ------ | ------ | ------ | ------ | ------ | ------ |
| 12.174 | 12.783 | 12.508 | 13.397 | 14.509 | 15.087 | 16.128 |